# Adolf Augustus Berle
Pour les articles homonymes, voir Berle.
Adolf Augustus Berle (29 janvier 1895 - 17 février 1971) était un avocat, enseignant et diplomate américain qui a eu une influence notable sur la pensée économique. Il est l’un des auteurs de The Modern Corporation and Private Property, un ouvrage novateur et de référence sur la gouvernance d'entreprise. Il était également un membre important du Brain Trust du président américain Franklin Delano Roosevelt.

## Biographie
Origine et enfance
Adolf A. Berle est né le 29 janvier 1895 à Boston dans le Massachusetts (États-Unis) dans une famille modeste de quatre enfants. Il est le fils d’Adolf Augustus Berle Senior, pasteur congrégationaliste, et de Mary Augusta Wright. Il a reçu une éducation précoce de la part de son père qui recherchait l’excellence pour ses enfants et voulait en faire des enfants prodiges.
Formation
Adolf A. Berle a bénéficié d’une éducation précoce faisant de lui un enfant prodige. Il fut brillant dans ses études. Il a été admis au lycée dès l’âge de neuf ans puis à l’université Harvard dès l’âge de quatorze ans où il a étudié le droit et l’histoire. À l’âge de vingt-et-un ans, il est le second plus jeune diplômé de l’histoire de la Harvard Law School (le premier étant Louis Brandeis, à l’âge de vingt ans). Un de ses professeurs à la Harvard Law School était Felix Frankfurter qu’il retrouvera plus tard au sein du Brain Trust de Franklin D. Roosevelt.

## Carrière professionnelle
Après ses études, il est engagé dans le cabinet d’un ami proche de son père, l’avocat et futur juge à la Cour suprême des États-Unis, Louis Brandeis. Il y travaille un an avant de rejoindre l’armée. Son expérience à l’armée, notamment ses liens avec l’Amérique latine, aura une influence sur sa carrière diplomatique. À l’âge de vingt-trois ans, il prend part à la conférence de la paix de Paris organisée à la suite de la première guerre mondiale. Il y est très déçu et rentre à New York afin de reprendre son activité d’avocat.
Quelque temps plus tard, il décide de se tourner vers la carrière de professeur et enseigne le cours de corporate law à la Columbia Law School de 1927 à 1965. Il y rencontre Raymond Moley qui le remarque après la publication de son œuvre The Modern Corporation and Private Property (1932). Raymond Moley joua un rôle majeur dans la vie d’Adolf A. Berle en le présentant à Franklin D. Roosevelt qui se trouve à ce moment-là en pleine campagne présidentielle.
Adolf A. Berle devient un des conseillers du candidat présidentiel et fait partie de son “Brain Trust” aux côtés de Raymond Moley et bien d’autres (Felix Frankfurter, Thomas G. Corcoran, Benjamin Victor Cohen et Rexford Tugwell). Il devient une figure majeure de la politique économique du New Deal en aidant à la fois le futur président à construire son programme politique et en rédigeant aussi un bon nombre de ses discours dont celui du 23 septembre 1932 au Commonwealth Club à San Francisco lors de sa campagne présidentielle.
De 1934 à 1938, Adolf A. Berle gère les affaires fiscales de la ville de New York en tant que dernier Chamberlain. Puis, en 1938, il est désigné secrétaire d’État adjoint et est responsable des affaires latino-americaines. Sa carrière de diplomate n’est pas aussi concluante que celle de conseiller économique.
Lorsque Franklin D. Roosevelt est réélu en 1944, il est mis fin à sa fonction de secrétaire d’État adjoint et il devient ambassadeur du Brésil. En 1946, il démissionne du gouvernement et retourne à New York où il est traité comme un sage libéral. Il fut l'un des fondateurs du Parti Libéral de New York qu’il présida pendant longtemps.

## Publication majeure:The Modern Corporation and Private Property
Publiée en 1932, cette œuvresigne une véritable révolution dans le droit des sociétés, en particulier au sein des multinationales américaines. Les deux auteurs de cet ouvrage, Adolf A. Berle et Gardiner Means, font partie des premiers à découvrir que les grandes entreprises américaines ne sont plus dirigées par ceux qui possèdent le capital social, c’est-à-dire les actionnaires, mais par les dirigeants salariés. Leur objectif devient celui de garantir une plus grande démocratisation du pouvoir économique notamment à l’égard des actionnaires. C’est en raison de la scission entre la propriété et le contrôle que les actionnaires voient leurs droits de propriété affaiblis. Ils ne sont plus en mesure de contrôler ce qui se passe à l’intérieur de l’entreprise, le contrôle étant détenu par les dirigeants.
En guise de réponse Adolf A. Berle dégage un nouveau modèle de gouvernance d’entreprise, la Shareholder Primacy (soit en français, la théorie de la primauté des actionnaires). Cette théorie vise à aligner les intérêts des dirigeants sur ceux des actionnaires. En réclamant la légitimité d’une gestion des entreprises dans l’intérêt des actionnaires, il espère établir un contrepoids suffisant en réponse aux pouvoirs dévolus à l’élite managériale. L’auteur souhaite stabiliser le marché des capitaux du pays, à cette époque, traversé par une crise économique. Alors que ses contemporains préconisent un démantèlement des concentrations d’entreprises, Adolf A. Berle considérait au contraire qu’il serait économiquement inefficace d’obliger l’instauration exclusive de petites entreprises pour restaurer de la concurrence au sein du marché.
L’auteur plaide en faveur des multinationales, à condition toutefois que ces entreprises soient soumises à une réglementation gouvernementale. Cette prise de position lui vaudra d’être rangé aux côtés des défenseurs de la liberté d’entreprise, Adolf A. Berle effectue en réalité une mise en parallèle entre l’État et l’entreprise. Selon lui, les entreprises devraient être gérées comme l’État, c’est-à-dire dans l’intérêt de tous. Il a notamment pu écrire qu’il présentait un « […] vivid interest in the policies and operations of the corporation ». En considérant que les entreprises devraient adopter un comportement plus responsable envers la société en général, l’auteur participe à la naissance de la responsabilité sociale et environnementale des entreprises.
Étant révolutionnaire pour son époque, au lendemain d’une crise économique sans précédent, il est aisé de comprendre les raisons pour lesquelles cet ouvrage, The Modern Corporation and Private Property, continue de faire preuve d’une étonnante actualité après quasiment un siècle d’existence. Enfin, ce livre marque un tournant décisif dans sa carrière. En plus de l’élever sur la scène internationale, il lui ouvre les portes de sa rencontre avec le président Franklin D. Roosevelt.

## Conception du droit
Juriste de formation, Adolf A. Berle accorde une grande importance au cadre normatif, c’est-à-dire aux règles de droit nécessaires à la concrétisation de ses idées. Il perçoit le droit comme l’instrumentum idéal pour aboutir à la réforme du droit des sociétés.
Son seul mandat de professeur à la Columbia Law School, ne lui permet pas de mettre en œuvre efficacement ses théories formulées à l’égard de l’actionnariat et du marché économique américain. Sa participation en tant que membre du Brain Trust lui donne en revanche l’opportunité de partager et concrétiser ses idées au sein du gouvernement américain.

## Contributions auNew Deal
Alors que Franklin D. Roosevelt n’est encore qu’un candidat à la présidentielle américaine, les idées d’Adolf A. Berle se laissent déjà percevoir en partie dans le discours du Commonwealth Club Speech prononcé à l’occasion de la campagne présidentielle d’automne. Il est en effet question de réformer l’économie du pays qui est en crise, à commencer par une intervention de l’État dans les affaires économiques et sociales du pays. Le laisser-faire jusque-là dévolu aux grandes entreprises qui contrôlent la majeure partie du marché économique américain est anéanti. L’autonomie qui leur était dévolue a effectivement été trop longtemps le synonyme d’irresponsabilité. C’est en ce sens que l’auteur est souvent perçu comme le précurseur de la responsabilité sociétale des entreprises.
Ses idées, en particulier sa théorie sur la propriété passive, portent leurs fruits lorsqu’il en fait usage pour conseiller le président Roosevelt en tant que sous-secrétaire adjoint. Cette théorie doit, selon l’auteur, recevoir une justification nouvelle d’ordre social.
La pensée du juriste apporte de nombreuses autres contributions au New Deal, principalement perceptibles par le biais de multiples réformes économiques et sociales adoptées dès l’entrée en fonction du président Roosevelt et de ses conseillers. Une averse de législations fédérales instaure de nouvelles contraintes pour les grandes entreprises et banques du pays. Celles-ci se voient chargées de respecter de nouvelles obligations telles que le devoir de transparence envers leurs investisseurs financiers ou le paiement d’un impôt sur le capital. Le marché économique est désormais, pour la majeure partie, contrôlé par le gouvernement.
L’influence d’Adolf A. Berle sur le New Deal est donc prépondérante, surtout à l’égard de la réglementation et de l’interventionnisme étatique dans le marché économique. Son ouvrage, coécrit avec Gardiner Means, laisse en outre une trace importante au-delà des frontières américaines dans l’histoire du droit des sociétés.

## Berle et les espions
Le 2 septembre 1939, à la veille de la seconde guerre mondiale, Adolf Berle reçoit un agent repenti du NKVD, Whittaker Chambers accompagné du journaliste anticommuniste Don Levine. Chambers livre à Berle le nom d'un certain nombre de hauts fonctionnaires du Trésor et du département d'État qui auraient été membres du réseau d'espionnage qu'il dirigeait. Berle adresse alors au FBI une liste qui ne sera réellement exploitée qu'après la guerre. On y trouve notamment les noms d'Alger Hiss et de Lauchlin Currie (en). Le négociateur de Bretton Woods, Harry Dexter White sera ensuite ajouté par Chambers lors de ses interrogatoires.

## Vie privée
En 1927, Adolf A. Berle se marie à Béatrice Bishop qui était originaire d’une famille aisée. Ils ont eu trois enfants ensemble (deux filles et un fils). Sa femme l’a beaucoup soutenu et aidé tout au long de sa carrière notamment pour l’écriture de certains discours. Adolf A. Berle décède d’un problème pulmonaire le 17 février 1971 à New York. Sa femme a édité et publié des extraits de ses journaux intimes à titre posthume en 1973 sous le titre Navigating the Rapids, 1918–1971: From the Papers of Adolf A. Berle.